# بيزاس
بيزاس (باليونانية:Βύζας) مؤسس مدينة بيزنطة، وكان ذلك في عام 667ق م، وهو ابن الملك نيسوس وهو من ملوك ميغارا المشهورين، وقد سافر إلى مضيق البوسفور وبنى مدينته قبالة مدينة تشاكيلوند، وقد اشتق اسم مدينة بيزنطة من اسمه. وقد ازدهرت بيزنطة ازدهارا تجاريا عظيما بسبب كونها على المدخل الوحيد للبحر الأسود.